# Kowalewo-Borki
Kowalewo-Borki – część wsi Kowalewo w Polsce, położona w województwie mazowieckim, w powiecie mławskim, w gminie Wiśniewo.  Wchodzi w skład sołectwa Kowalewo.
W latach 1975–1998 Kowalewo-Borki należały administracyjnie do województwa ciechanowskiego.